# Hølen
Hølen (appelé localement Hørn) est une unité urbaine de la kommune de Vestby située dans le comté d'Akershus en Norvège. Le 1er janvier 2009, la population y était de 485 habitants. Hølen est situé à 7,5 km au sud du centre-ville de Vestby. En 1848, Hølen a été séparé de Son pour former une municipalité à part entière de 199 habitants. Hølen a été la plus petite municipalité jusqu'à sa fusion avec Vestby en 1943.